# Fighting McCooks

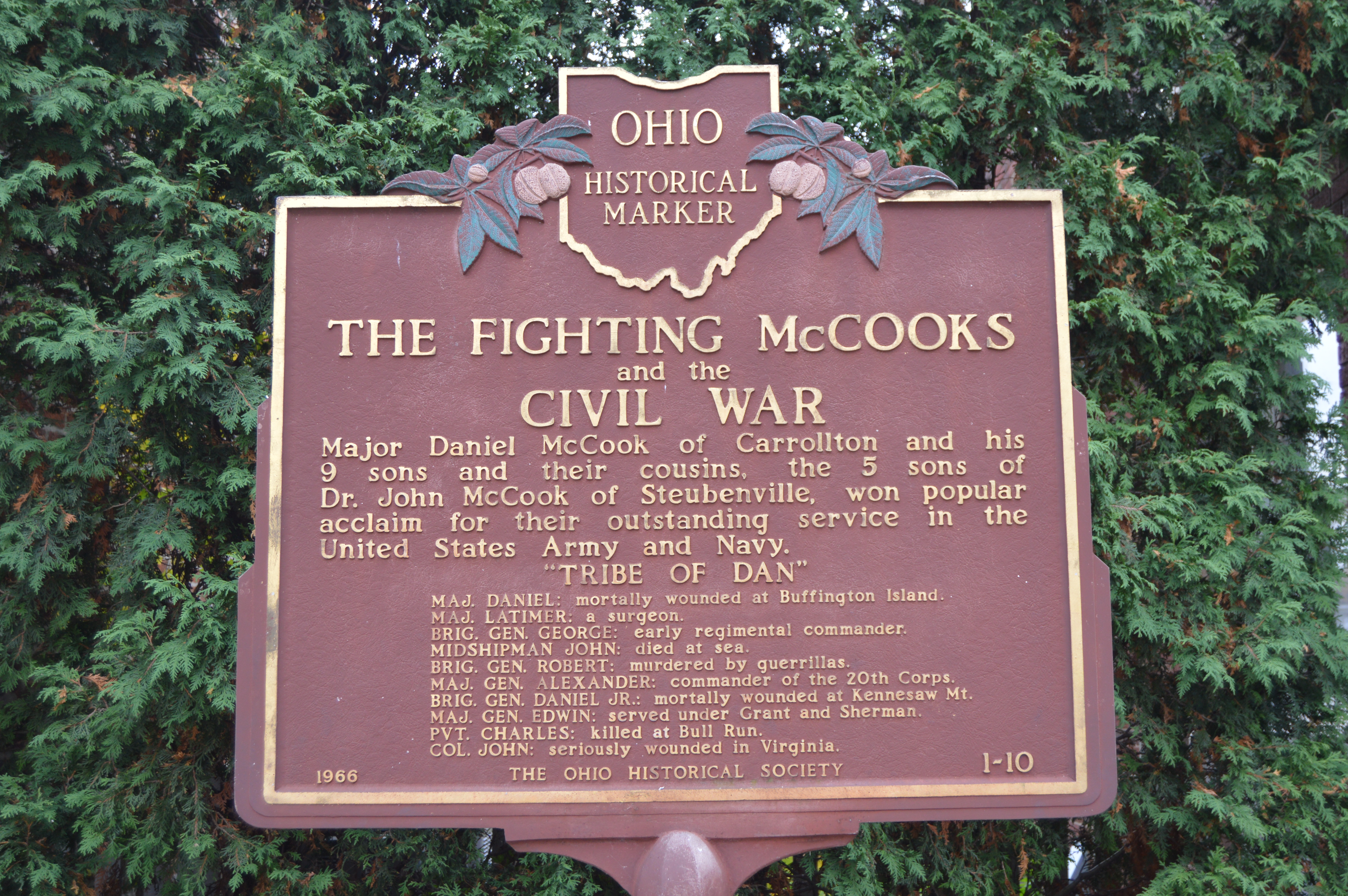
Plaque commémorative devant la à Carrollton, dans l'Ohio.

Les « Fighting McCooks » étaient des membres d'une famille originaire de l'Ohio qui se sont distingués en tant qu'officiers de l'armée de l'Union pendant la guerre de Sécession.
Deux frères, Daniel et John McCook, et treize de leurs fils sont impliqués dans l'armée, faisant de la famille l'une des plus prolifiques de l'histoire militaire américaine. Six des McCook ont atteint le grade de brigadier général ou un rang supérieur. Plusieurs membres de la famille ont été tués au combat ou sont morts des suites de leurs blessures. Après la guerre, plusieurs autres ont accédé à de hautes fonctions politiques, notamment celles de gouverneurs et de diplomates.
- Daniel McCook (en) (1798–1863), major, tué au combat lors de la bataille de Buffington Island lors du raid de Morgan.
  - Latimer A. McCook (1820–1869), major, blessé lors du siège de Vicksburg puis à nouveau lors de la marche de Sherman vers la mer ;
  - George Wythe McCook (en) (1821-1877), colonel, procureur général de l'Ohio (en) et candidat au poste de gouverneur de l'Ohio ;
  - Robert Latimer McCook (en) (1827-1862), brigadier général, tué par l'un des cavaliers de John Hunt Morgan près de Salem, en Alabama, ;
  - Alexander McDowell McCook (1831-1903), major général, commande le XXe corps ;
  - Daniel McCook, Jr. (en) (1834–1864), brigadier général, tué au combat à la bataille de Kennesaw Mountain ;
  - Edwin Stanton McCook (en) (1837–1873), colonel et gouverneur du territoire du Dakota, assassiné ;
  - Charles Morris McCook (1843-1861), soldat, tué au combat lors de la première bataille de Bull Run, il avait décliné l'offre d'une commission de lieutenant dans l'armée régulière ;
  - John James McCook (en) (1845-1911), capitaine, procureur après guerre à New York et cadre ferroviaire ;
  - John James McCook (en) (1823-1842), aspirant, mort près de Rio de Janeiro au Brésil.

- John James McCook (en) (1806–1865), chirurgien volontaire pendant la guerre de Sécession.
  - Edward M. McCook (1833–1909), brigadier général et gouverneur du territoire du Colorado ;
  - Anson George McCook (1835–1917), colonel et homme politique après guerre ;
  - Henry Christopher McCook (1837-1911), premier lieutenant, aumônier presbytérien qui soigne les blessés et participe aux combats ;
  - Roderick McCook (en) (1839-1886), commandant, premier officier de marine à capturer un régiment confédéré ;
  - John James McCook (en) (1843-1927), lieutenant, professeur et aumônier presbytérien, grièvement blessé dans le nord de la Virginie.

## Postérité
La maison de Daniel McCook (en) à Carrollton, dans l'Ohio, est conservée en tant que musée.
McCook Field, un ancien aérodrome près de Dayton, dans l'Ohio, a été nommé en l'honneur des « Fighting McCook ».